# Ambroxán

Estructura de la molécula del ambróxido.

El ambróxido (C16H28O), comúnmente llamado por su nombre de marca Ambroxán, es un terpeno natural y uno de los componentes clave responsables del olor del ámbar gris. Es un producto que se obtiene por medio de la autooxidación de la ambreina. El ambróxido tiene un uso común en la perfumería como un sustituto para crear notas de ámbar gris y como fijador. Se utiliza en pequeñas cantidades (<0,01 ppm) como saborizante en la industria alimentaria.

## Síntesis
Se sintetiza a partir del esclareol, un componente del aceite esencial de esclarea. El esclareol pasa a ser una lactona mediante degradación oxidativa, que luego es hidrogenada a su correspondiente diol. El compuesto resultante es deshidrogenado para formar el ambróxido.

Conversión del esclareol al ambróxido.